# Typhlops meszoelyi
Typhlops meszoelyi là một loài rắn trong họ Typhlopidae. Loài này được Wallach miêu tả khoa học đầu tiên năm 1999.